# Каборе, Исса
Исса́ Каборе́ (фр. Issa Kaboré; род. 12 мая 2001, Буркина-Фасо) — буркинийский футболист, правый защитник английского клуба «Манчестер Сити» и сборной Буркина-Фасо. Выступает на правах аренды за «Вердер».

## Клубная карьера
Выступал за буркинийский клуб «Рахимо». В августе 2019 года перешёл в бельгийский клуб «Мехелен», подписав двухлетний контракт с опцией продления ещё на два года. В основном составе «Мехелена» дебютировал 12 февраля 2020 года, выйдя в стартовом составе в матче высшего дивизиона чемпионата Бельгии против «Шарлеруа».
12 августа 2022 года на правах аренды до конца сезона 2022/23 перешёл в клуб французской Лиги 1 «Олимпик Марсель». 28 августа 2022 года дебютировал за «Марсель» в матче Лиги 1 против «Ниццы», выйдя на замену Жонатану Клоссу. 3 сентября в матче Лиги 1 против «Осера» впервые вышел в стартовом составе «Марселя». 29 октября забил свой первый гол за «Марсель» в матче Лиги 1 в ворота «Страсбура».
1 сентября 2024 года Каборе перешел в «Бенфику» на правах аренды из «Манчестер Сити». Испытав трудности с игровой практикой, он был возвращён 6 января 2025 года и присоединился к клубу Бундеслиги Вердер Бремен на правах аренды до конца сезона.

## Карьера в сборной
В феврале 2019 года провёл 3 матча за сборную Буркина-Фасо до 20 лет на Кубке африканских наций среди юношей до 20 лет, который прошёл в Нигере. Сыграл в матчах группового этапа против молодёжных сборных Ганы, Мали и Сенегала.
9 июня 2019 года дебютировал за национальную сборную Буркина-Фасо в матче против сборной Демократической Республики Конго.
Был признан лучшим молодым игроком Кубка африканских наций 2021 года.

## Достижения

### Личные
- Лучший молодой игрок Кубка африканских наций: 2021[14]